# Тренкгейм, Генрих Ульрих фон

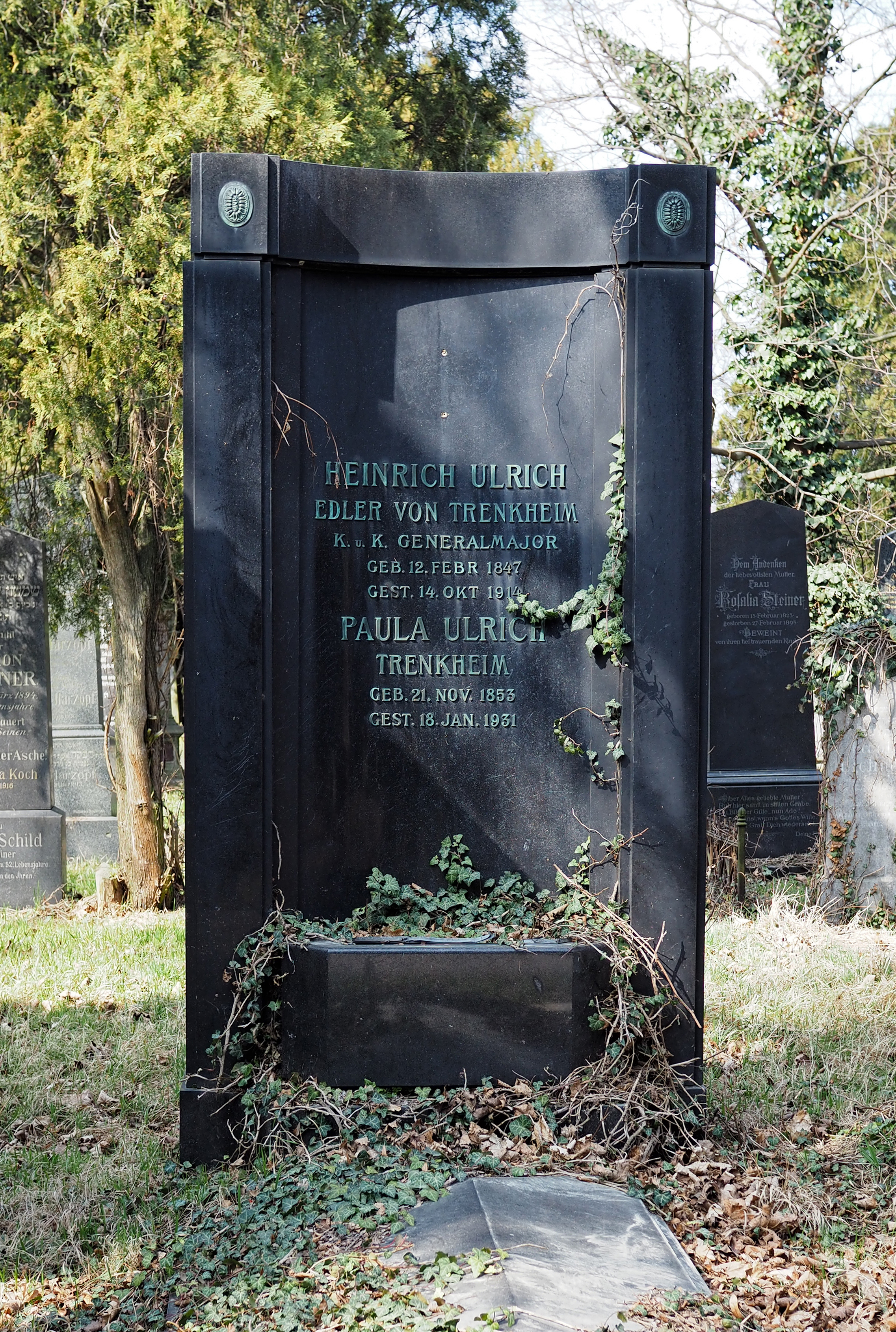
Могила Генриха Ульриха фон Тренкгейма на Венском центральном кладбище

Генрих Ульрих фон Тренкгейм (нем. Heinrich Ulrich von Trenkheim; 1847, Лемберг — 14 октября 1914, Вена, Австро-Венгрия) —  военный деятель австрийской императорской и королевской армии. Генерал-майор.

## Биография
Еврейского происхождения. Сын военного врача Игната Ульриха. В чине обер-лейтенанта участвовал в оккупации Австро-Венгрией Боснии и Герцеговины в 1878 году. В 1896 году, в чине полковника, был возведён во дворянство и получил фамилию фон Тренкгейм.
Первый еврейский генерал австро-венгерской армии. В 1906 году был назначен генерал-майором (одним из трёх оставшихся евреев-генералов австрийской армии). В 1909 году вышел в отставку.
Ульрих фон Тренкгейм имел ряд наград, среди многих других орденов, и русский — Орден Святой Анны 2-й степени. 
Похоронен в старой еврейской части Венского центрального кладбища.